# ماريا سبيريدونوفا
ماريا الكسندروفنا سبيريدونوفا (16 أكتوبر 1884-11 سبتمبر 1941)، ثورية روسيّة متأثرة بحركة نارودنكي. اغتالت مسؤولًا أمنيًا في عام 1906، بصفتها عضوةً جديدة في مجموعة قتالية محلية تابعة لحركة الاشتراكيين الثوريين في تامبوف. أكسبتها إساءة الشرطة اللاحقة لها شعبية هائلة مع معارضي القيصرية في جميع أنحاء الإمبراطورية وحتى في الخارج.
أمضت أكثر من 11 عامًا في سجون سيبيريا، ومن ثم أطلق سراحها بعد ثورة فبراير عام 1917، وعادت إلى روسيا الأوروبية كبطلة للفقراء، وخاصة من الفلاحين. كانت سبيريدونوفا وألكسندرا كولونتاي -وفقًا لجورج كول- من أبرز القياديات خلال الثورة الفرنسية، إذ قادتا الاشتراكيين الثوريين اليساريين للانحياز في البداية لتأييد فلاديمير لينين والبلاشفة، ومن ثم الانفصال عنهم.
واجهت سبيريدونوفا قمعًا من الحكومة السوفيتية منذ عام 1918، إذ اعتُقلت مرارًا وتكرارًا، وسُجنت واحتُجزت لفترة وجيزة في مصحة عقلية، وأُرسلت إلى المنفى الداخلي قبل إطلاق النار عليها في عام 1941. شُنت حملة ناجحة لتشويه سمعتها وتصويرها على أنها متطرفة هستيرية و «زُجت في عالم النسيان». كتب جورج كول بعد نشر المجلد الرابع من كتاب تاريخ الفكر الاشتراكي في عام 1958، أنه لم يُعرف شيئًا عما حدث لها بعد عام 1920. لم يكن ريتشارد ستيتس متأكدًا من تاريخ وفاتها فيما لو كان 1937 أو 1941، حتى بعد عشرين عامًا. أمكن إعادة رواية العقود الأخيرة من حياتها تدريجيًا بعد نهاية عهد الستالينية وسقوط الاتحاد السوفيتي.

## سيرة الحياة

### النشأة
ولدت سبيريدونوفا في مدينة تامبوف، الواقعة على بعد حوالي 480 كيلومترًا (300 ميل) جنوب شرق موسكو. كان والدها، وهو مسؤول مصرفي، فردًا في طبقة نبلاء ثانوية غير متوارثة في الإمبراطورية الروسية. التحقت بالصالة الرياضية المحلية حتى عام 1902، عندما تسببت وفاة والدها، وإصابتها بمرض السل، في تركها. درست طب الأسنان في موسكو لفترة قصيرة، قبل أن تعود إلى تامبوف للعمل ككاتبة لمجمع النبلاء المحلي.
انخرطت بسرعة في النشاط السياسي واعتقلت أثناء المظاهرات الطلابية في مارس 1905. تقدمت في سبتمبر 1905 بطلب للحصول على تدريب فيلدشر (أخصائي رعاية صحية يشبه مساعد طبيب) ولكنها رُفضت بسبب سجلها السياسي. انضمت بعدها إلى حزب الاشتراكيين الثوريين، وأصبحت ناشطة بدوام كامل. أقامت خلال ذلك الوقت علاقة مع زعيم الحزب الاشتراكي المحلي فلاديمير فولسكي.
شاركت- مثل معظم الاشتراكيين الثوريين- فلسفة النارودنكيين في الاغتيال والإرهاب كسلاح للثورة، وكانت واحدة من مئات من الاشتراكيين الثوريين الذين هاجموا الدولة الروسية وقادتها في السنوات التي تلت ثورة 1905.

### اغتيال لوزينوفسكي
كان هدف سبيريدونوفا للاغتيال هو جافريل نيكولايفيتش لوزينوفسكي، وهو مالك أرض وعضو مجلس مقاطعة تامبوف الذي عُين رئيسًا لأمن المنطقة في بوريسوجليبسك، وهي بلدة تقع جنوب شرق تامبوف. كان لوزينوفسكي زعيم محلي لاتحاد الشعب الروسي (أهم فرع من المئات السود)، وعُرف بقمعه القاسي لثورة الفلاحين في المنطقة، وقد أصدرت لجنة حزب الاشتراكيين الثوريين في تامبوف «حكمًا بالإعدام عليه» وتطوعت سبيريدونوفا لقتله. لاحقته لعدة أيام، وحصلت على فرصتها في محطة سكة حديد بوريسوجليبسك في 16 يناير 1906. تنكرت بزي طالبة مدرسة ثانوية، أطلقت عدة طلقات من مسدس وضربت لوزينوفسكي خمس مرات، وتوفي في 10 فبراير 1906. لم تكن قادرة على الهروب، وحاولت أن تنتحر لكنها قُيّدت وضُربت بوحشية، واعتقلها حارس لوزينوفسكي من القوزاق. نُقلت إلى مركز الشرطة المحلي حيث جُردت من ملابسها وفُتشت، وسخر منها آسروها.
استُجوبت وعُذبت لأكثر من نصف يوم من قبل اثنين من المسؤولين الحكوميين، رئيس حرس القوزاق بي إف أفراموف، وضابط الشرطة المحلي تي إس جدانوف. نُقلت في تلك الليلة بالقطار إلى تامبوف، وعذبها أفراموف خلال تلك الرحلة، إذ تعرضت للإساءة والتحرش الجنسي، وربما الاغتصاب.
كان اغتيال لوزينوفسكي واحدًا من حوالي مائتي عمل من أعمال «الإرهاب الفردي» للاشتراكيين الثوريين خلال ثورة 1905 والاضطرابات التي حدثت في العامين التاليين. حظيت باهتمام محلي بشكل أساسي حتى الشهر التالي، عندما نجحت سبيريدونوفا في تسريب رسالة مدروسة جيدًا للصحافة. وصفت المعاملة التي تلقتها، بما في ذلك التهديدات بالاغتصاب الجماعي الموجهة إليها، ولمّحت إلى أن أفراموف ربما اغتصبها في القطار المتجه إلى تامبوف. نُشرت الرسالة في 12 فبراير 1906 من قبل صحيفة روس، وهي صحيفة ليبرالية في سانت بطرسبرغ، وسرعان ما تداولها آخرون، وأثارت ضجة كبيرة لدى قرّائهم.
نظر الرأي العام التقدمي في روسيا إلى الإرهاب بدرجة معينة من التفهم، إذ نُظر إليه على أنه رد فعل طبيعي ضد الاستبداد. أثارت هيئة المحلفين ضجة كبيرة في عام 1878 بتبرئة الإرهابية الشعبوية فيرا زاسوليتش على الرغم من اعترافها بالذنب في التسبب في إصابة خطيرة للكولونيل فيودور تريبوف خلال محاولة فاشلة لاغتياله. أما في حالة سبيريدونوفا، فقد غضب الكثيرون من القسوة المروعة على السجينة، خاصة أنها كانت شابة جذابة. أدانت الدوائر الليبرالية في جميع أنحاء روسيا سلطات تامبوف. وُصفت سبيريدونوفا بأنها «شخص نقي، وعذري، وأنها زهرة من الجمال الروحي، وُضعت في الكفوف الأشعث لإنسان الغاب البغيض بوحشية، والخبيث بوحشية، والشهواني بوحشية».
أرسلت صحيفة روس المراسل فسيفولود إيه فلاديميروف إلى تامبوف. أنتج سبع مقالات مثيرة نُشرت في مارس 1906. بالغت هذه المقالات في وصف إساءة معاملة سبيريدونوفا وإصاباتها، وتطرقت بشكل أكثر وضوحًا إلى اغتصابها المزعوم. تستر فلاديميروف على قناعات سبيريدونوفا السياسية، واصفا إياها على أنها ضحية متميزة وذات مبادئ عالية للنظام الروسي الاستبدادي. أزعج هذا الاشتراكيين الثوريين في تامبوف بقدر ما أزعج المحافظين والسلطات. أنكرت سبيريدونوفا نفسها رواية فلاديميروف.
حوكمت سبيريدونوفا في 11 مارس وأدينت بقتل لوزينوفسكي وحُكم عليها بالإعدام. طلبت المحكمة رغم ذلك تخفيف العقوبة إلى الأشغال الشاقة في سيبيريا، بسبب اعتلال صحتها، وجرت الموافقة على ذلك في 20 مارس. واصلت الصحافة الليبرالية حملتها في دعمها. اغتيل أفراموف في 2 أبريل، ما خلق حساسية إضافية.
أصدرت الحكومة تقريرها حول القضية في 8 أبريل. أقر التقرير بأن سبيريدونوفا تعرضت للضرب على يد القوزاق وقت اعتقالها، وأن أفراموف أساء إليها لفظيًا في القطار، لكنه نفى كل الاتهامات الأكثر فظاعة. استنكر البعض ذلك ووصفوه بأنه تبرئة.